# Thaumetopoea luctifera
Thaumetopoea luctifera är en fjärilsart som beskrevs av Otto Staudinger 1901. Thaumetopoea luctifera ingår i släktet Thaumetopoea och familjen tandspinnare. Inga underarter finns listade i Catalogue of Life.